# Арустамян, Мадат Саруханович
Мадат Саруханович Арустамян (азерб. Mədət Saruxanoviç Arustamyan, арм. Մադաթ Առուստամյան; 1907, Шушинский уезд — ?) — советский хлебороб, Герой Социалистического Труда (1948).

## Биография
Родился в 1907 году в селе Гюней-галер Шушинского уезда Елизаветпольской губернии (ныне село Гюнейхырман Ходжавендского района Азербайджана).
С 1932 года колхозник, звеньевой колхоза «Коммунизм» (бывший имени Тульских рабочих) Мартунинского района Нагорно-Карабахской автономной области Азербайджанской ССР. В 1948 году получил урожай пшеницы 30,48 центнера с гектара на площади 11,5 гектара.
Указом Президиума Верховного Совета СССР от 10 марта 1948 года за получение в 1947 году высоких урожаев пшеницы Арустамяну Мадату Сарухановичу присвоено звание Героя Социалистического Труда с вручением ордена Ленина и золотой медали «Серп и Молот».